# Ron McKay
Ron McKay (* ca. 1929; † 3. Mai 2013) war ein britischer Jazz-Schlagzeuger (auch Waschbrett und Gesang).
McKay spielte Anfang der 1950er-Jahre bei Cy Laurie, mit dem 1954 erste Aufnahmen für Esquire Records entstanden; dann tourte er mit Bob Wallis in Dänemark. Ab 1957 war er Mitglied der Paramount Jazz Band von Mr. Acker Bilk, mit der er mehrfach in Deutschland gastierte. In den 1970er-Jahren spielte er bei Max Collies Rhythm Aces, dann mit der French Quarter Band und eigenen Bands, Anfang der 2000er-Jahre noch mit Phil Masons New Orleans All-Stars. Zuletzt lebte er in Manchester, wo er im Alter von 84 Jahren in einem Pflegeheim starb.
McCay war zwischen 1979 und 2010 an 110 Aufnahmesessions beteiligt, u. a. auch mit Terry Lightfoot.